# 4974 Elford
4974 Elford este un asteroid din centura principală, descoperit pe 14 iunie 1990 de Robert McNaught.